# Landwehr (Golßen)
Landwehr ist ein Gemeindeteil der Stadt Golßen im Landkreis Dahme-Spreewald in Brandenburg.

## Lage
Landwehr liegt an der Grenze der Niederlausitz zwischen dem Niederen Fläming und dem Lausitzer Heideland. Umliegende Ortschaften sind die Stadt Golßen im Nordosten, Zützen im Osten, Sagritz im Südosten, der Dahnsdorfer Ortsteil Falkenhain im Süden, die zur Gemeinde Steinreich gehörenden Ortsteile Hohendorf im Südwesten und Sellendorf im Westen sowie der wiederum zu Golßen gehörende Gemeindeteil Altgolßen im Nordwesten.
Die Bahnstrecke Berlin–Dresden verläuft westlich am Ort vorbei.

## Geschichte
Das Straßendorf wurde erstmals im Jahr 1455 als „Lantwere“ urkundlich erwähnt. Der Ort diente im Mittelalter Verteidigungsanlage für die Burg Golßen, daher stammt auch der Ortsname. Landwehr stand damals unter der Grundherrschaft der Herrschaft Golßen.
Nach den Vereinbarungen des Wiener Kongresses kam Landwehr 1815 an das Königreich Preußen und lag im Landkreis Luckau im Regierungsbezirk Frankfurt. Zum 1. Juli 1950 erfolgte zusammen mit Prierow die Eingliederung nach Golßen. Am 25. Juli 1952 wurde Landwehr dem neu gebildeten Kreis Luckau im Bezirk Cottbus zugeordnet. Nach der Wende lag der Gemeindeteil im Landkreis Luckau in Brandenburg. Nach der Kreisreform in Brandenburg am 6. Dezember 1993 wurde Landwehr dem neu gebildeten Landkreis Dahme-Spreewald zugeordnet.
Am 30. August 1992 wurde Landwehr dem Amt Golßener Land angeschlossen. Dieses fusionierte zum 1. Januar 2013 mit dem Amt Unterspreewald. Infolgedessen wurde das Amt Golßener Land aufgelöst und die Dörfer in das neu gebildete Amt Unterspreewald umgegliedert.

## Bevölkerungsentwicklung
| Jahr | Einwohner | Jahr | Einwohner |
| ---- | --------- | ---- | --------- |
| 1875 | 205       | 1933 | 129       |
| 1890 | 210       | 1939 | 127       |
| 1910 | 161       | 1946 | 204       |
| 1925 | 161       |      |           |